# Hoplolopha asina
Hoplolopha asina är en insektsart som först beskrevs av Henri Saussure 1887.  Hoplolopha asina ingår i släktet Hoplolopha och familjen Pamphagidae. Inga underarter finns listade i Catalogue of Life.